# Leonel Vangioni
Leonel Jesús Vangioni (Villa Constitución, 5 maggio 1987) è un calciatore argentino, difensore del Quilmes.

## Biografia
Possiede il passaporto italiano grazie a suo nonno, Davide Roca, originario di Riesi (CL).

## Caratteristiche tecniche
Vangioni è un esterno sinistro di spinta, che può giocare come terzino oppure a centrocampo, sia in una linea a quattro che in una a tre. È bravo in fase di inserimento, partecipa alla costruzione della manovra, con le sue accelerazioni garantisce ai compagni preziose varianti a livello tattico ed è molto utile nei recuperi, ha un tiro potente da fuori area, corsa, resistenza, scatto e fantasia, arriva al cross, salta l'uomo, ma si preoccupa anche di coprire la fascia. All'inizio veniva utilizzato quasi sempre nel ruolo di terzino sinistro.

## Carriera

### Club
Ha cominciato la carriera nelle giovanili del Club Atlético Riberas del Paraná, che l'ha ceduto al Club Atlético Newell's Old Boys nell'inverno del 2006. Ha esordito nel Newell's il 5 novembre del 2006 contro l'Independiente (0-1, gol di Germán Denis). La sua prima partita da titolare, invece, l'ha disputata il 26 maggio del 2007 a La Plata, di fronte all'Estudiantes, partita finita 4-4. Ha segnato la prima rete il 5 agosto del 2007 contro il San Lorenzo de Almagro, nella giornata inaugurale del Torneo Apertura. Ha poi realizzato altri due gol nel Torneo Apertura 2008: uno al Tigre ed uno sempre al San Lorenzo. Nel 2009 ha segnato una doppietta all'Huracán, nella sesta giornata del Torneo Clausura.
Nel dicembre 2012, Vangioni firma un contratto di tre anni con il River Plate. Sotto la guida di Ramon Diaz gioca come terzino sinistro.
Nell'estate del 2016 passa al Milan, a parametro zero, scegliendo la maglia numero 21. Il 16 gennaio 2017 debutta con i rossoneri in campionato, subentrando a Calabria nei minuti finali nella partita pareggiata per 2-2 contro il Torino. In totale con la maglia rossonera colleziona 15 presenze.
Il 21 luglio 2017 viene acquistato dal Monterrey, club messicano.

### Nazionale
Vangioni ha fatto parte dell'Under 20 diretta da Hugo Tocalli. Nel 2009 debutta con la nazionale maggiore, con cui vanta tre presenze.

## Statistiche

### Presenze e reti nei club
Statistiche aggiornate al 28 luglio 2023.
| Stagione                 | Squadra                  | Campionato               | Campionato | Campionato | Coppe nazionali | Coppe nazionali | Coppe nazionali | Coppe continentali | Coppe continentali | Coppe continentali | Altre coppe | Altre coppe | Altre coppe | Totale | Totale |
| Stagione                 | Squadra                  | Comp                     | Pres       | Reti       | Comp            | Pres            | Reti            | Comp               | Pres               | Reti               | Comp        | Pres        | Reti        | Pres   | Reti   |
| ------------------------ | ------------------------ | ------------------------ | ---------- | ---------- | --------------- | --------------- | --------------- | ------------------ | ------------------ | ------------------ | ----------- | ----------- | ----------- | ------ | ------ |
| 2006-2007                | Newell's Old Boys        | PD                       | 14         | 0          | -               | -               | -               | -                  | -                  | -                  | -           | -           | -           | 14     | 0      |
| 2007-2008                | Newell's Old Boys        | PD                       | 26         | 1          | -               | -               | -               | -                  | -                  | -                  | -           | -           | -           | 26     | 1      |
| 2008-2009                | Newell's Old Boys        | PD                       | 34         | 5          | -               | -               | -               | -                  | -                  | -                  | -           | -           | -           | 34     | 5      |
| 2009-2010                | Newell's Old Boys        | PD                       | 31         | 1          | -               | -               | -               | CL+CS              | 2+2                | 0                  | -           | -           | -           | 35     | 1      |
| 2010-2011                | Newell's Old Boys        | PD                       | 13         | 0          | -               | -               | -               | -                  | -                  | -                  | -           | -           | -           | 13     | 0      |
| 2011-2012                | Newell's Old Boys        | PD                       | 27         | 0          | -               | -               | -               | -                  | -                  | -                  | -           | -           | -           | 27     | 0      |
| ago.-dic. 2012           | Newell's Old Boys        | PD                       | 18         | 0          | -               | -               | -               | -                  | -                  | -                  | -           | -           | -           | 18     | 0      |
| gen.-giu. 2013           | River Plate              | PD                       | 18         | 4          | -               | -               | -               | CS                 | 6                  | 0                  | -           | -           | -           | 24     | 4      |
| 2013-2014                | River Plate              | PD                       | 34         | 0          | -               | -               | -               | CS + CA            | 8+1                | 0                  | -           | -           | -           | 43     | 0      |
| 2014                     | River Plate              | PD                       | 15         | 1          | -               | -               | -               | -                  | -                  | -                  | -           | -           | -           | 15     | 1      |
| 2015                     | River Plate              | PD                       | 13         | 0          | -               | -               | -               | CL+CS+RSA          | 11+1+2             | 0                  | CSB         | 1           | 0           | 28     | 0      |
| 2016                     | River Plate              | PD                       | 9          | 0          | -               | -               | -               | CL                 | 4                  | 0                  | Cmc         | 2           | 0           | 15     | 0      |
| Totale River Plate       | Totale River Plate       | Totale River Plate       | 89         | 5          | -               | -               | -               | -                  | 33                 | 0                  | -           | 3           | 0           | 125    | 5      |
| 2016-2017                | Milan                    | A                        | 15         | 0          | CI              | 0               | 0               | -                  | -                  | -                  | SI          | 0           | 0           | 15     | 0      |
| 2017-2018                | Monterrey                | PD                       | 19+7       | 1          | CM              | 4               | 0               | -                  | -                  | -                  | -           | -           | -           | 30     | 1      |
| 2018-2019                | Monterrey                | PD                       | 28+6       | 1          | CM              | 3               | 0               | CCL                | 4                  | 0                  | -           | -           | -           | 41     | 1      |
| 2019-2020                | Monterrey                | PD                       | 13+6       | 0          | CM              | 1               | 1               | -                  | -                  | -                  | Cmc         | 2           | 1           | 22     | 2      |
| Totale Monterrey         | Totale Monterrey         | Totale Monterrey         | 60+19      | 2          | -               | 8               | 1               | -                  | 4                  | 0                  | -           | 2           | 1           | 93     | 4      |
| 2020                     | Libertad                 | DP                       | 3+1        | 0          | -               | -               | -               | -                  | -                  | -                  | -           | -           | -           | 4      | 0      |
| 2021                     | Libertad                 | DP                       | 15         | 0          | -               | -               | -               | CS                 | 10                 | 0                  | -           | -           | -           | 25     | 0      |
| Totale Club Libertad     | Totale Club Libertad     | Totale Club Libertad     | 19         | 0          | -               | 0               | 0               | -                  | 10                 | 0                  | -           | -           | -           | 29     | 0      |
| 2022                     | Newell's Old Boys        | PD                       | 7          | 0          | CdL             | 1+6             | 0               | CA                 | 2                  | 0                  | -           | -           | -           | 15     | 0      |
| 2023                     | Newell's Old Boys        | PD                       | 1          | 0          | -               | 0+7             | 0+0             | CS                 | 2                  | 0                  | -           | -           | -           | 10     | 0      |
| Totale Newell's Old Boys | Totale Newell's Old Boys | Totale Newell's Old Boys | 171        | 7          | -               | 14              | 0               | -                  | 8                  | 0                  | -           | -           | -           | 190    | 7      |
| Totale carriera          | Totale carriera          | Totale carriera          | 378        | 14         | -               | 22              | 1               | -                  | 55                 | 0                  | -           | 5           | 1           | 459    | 16     |

### Cronologia presenze e reti in Nazionale
| Cronologia completa delle presenze e delle reti in nazionale ― Argentina | Cronologia completa delle presenze e delle reti in nazionale ― Argentina | Cronologia completa delle presenze e delle reti in nazionale ― Argentina | Cronologia completa delle presenze e delle reti in nazionale ― Argentina | Cronologia completa delle presenze e delle reti in nazionale ― Argentina | Cronologia completa delle presenze e delle reti in nazionale ― Argentina | Cronologia completa delle presenze e delle reti in nazionale ― Argentina | Cronologia completa delle presenze e delle reti in nazionale ― Argentina |
| Data                                                                     | Città                                                                    | In casa                                                                  | Risultato                                                                | Ospiti                                                                   | Competizione                                                             | Reti                                                                     | Note                                                                     |
| ------------------------------------------------------------------------ | ------------------------------------------------------------------------ | ------------------------------------------------------------------------ | ------------------------------------------------------------------------ | ------------------------------------------------------------------------ | ------------------------------------------------------------------------ | ------------------------------------------------------------------------ | ------------------------------------------------------------------------ |
| 30-9-2009                                                                | Córdoba                                                                  | Argentina                                                                | 2 – 0                                                                    | Ghana                                                                    | Amichevole                                                               | -                                                                        |                                                                          |
| 20-9-2012                                                                | Goiânia                                                                  | Brasile                                                                  | 2 – 1                                                                    | Argentina                                                                | Superclásico de las Américas 2012                                        | -                                                                        |                                                                          |
| 22-11-2012                                                               | Buenos Aires                                                             | Argentina                                                                | 2 – 1                                                                    | Brasile                                                                  | Superclásico de las Américas 2012                                        | -                                                                        |                                                                          |
| Totale                                                                   |                                                                          | Presenze                                                                 | 3                                                                        |                                                                          | Reti                                                                     | 0                                                                        |                                                                          |

## Palmarès

### Club

#### Competizioni nazionali
- Campionato argentino: 1

River Plate: Final 2014
- Supercoppa italiana: 1

Milan: 2016
- Coppa del Messico: 1

Monterrey: Apertura 2017
- Campionato messicano: 1

Montelrrey: Apertura 2019

#### Competizioni internazionali
- Coppa Libertadores: 1

River Plate: 2015
- Coppa Sudamericana: 1

River Plate: 2014
- Recopa Sudamericana: 1

River Plate: 2015
- Coppa Suruga Bank: 1

River Plate: 2015
- CONCACAF Champions League: 1

Monterrey: 2019